# Жана Рождественска
Жана Германовна Рождественска (рус. Жанна Германовна Рождественская; Ртишчево, 23. новембар 1950) совјетска и руска је певачица, заслужена уметница Руске Федерације (2011), позната као извођачица совјетских филмских хитова („Позвони мне, позвони”, „Гадалка” итд.). Вокални опсег је 4 октаве.
Мајка певачице Олге Рождественске.